# Kruševac geto
Kruševac geto je srpski hip-hop sastav iz Kruševca, koji čine Nikola Trišić Triša (18.05.1988, Kruševac) i Nikola Milenković Čami (19.12.1991, Kruševac).

## Istorija
U godinama pre nastanka Kruševac geta, dvojica Nikola svirali su zajedno u Kruševačkom rock bendu Headache.
Grupa Kruševac geto je nastala u februaru 2011. u Beogradu za vreme studiranja. Provodeći zajedno studentske dane, dolaze na ideju da oforme rap sastav koji će se na vrlo duhovit i komičan način baviti opštim provincijskim društvenim temama.
Prva pesma koju su objavili nosi naziv Kruševac Geto, dolazi do velikog broja slušalaca. Pošto nisu imali ime grupe, odlučuju da ona nosi naziv po istoimenoj pesmi.
Nakon toga, kreću da nižu brojne hitove, od kojih su najpoznatiji, Idemo na more, Kad ćeš sine da se ženiš, Beograđanka, Ljubav ispred Duoma, Slava, Taksisti i Market koju su snimili u saradnji sa kuršumlijskim reperom Dušanom Koprivicom (Ćače), kao i singl Lakat za krizu sa Sanjom Vučić.
Veliku popularnost stiču od početka 2018. godine kada na platformama Instagram i Youtube počinju da objavljuju duhovite skečeve na svakodnevne pojave u društvu i porodici sa karakterističnim kruševačkim govorom koje ostvaruju i po više stotina hiljada pregleda, tako da postaju prepoznati kao vrhunski komičari kako u Srbiji tako i u svim državama regiona.
Nikola Trišić je 2019. godine učestvovao u pravljenju songova za predstavu Čekajući Godoa, Kruševačkog pozorišta.

## Diskografija
Albumi:
- Snežana (2018), izdavač „Only records”.[5]

## Spoljašnje veze
- Restoran Bagdala Kruševac Geto: Preslušajte epsku "Snežanu"
- Ritam Balkana: Kruševac Geto – Snežana
- ALO: NAJEŽIĆETE SE Veroučitelj uzeo gitaru i nasred časa zajedno sa decom otpevao jednu od najemotivnijih srpskih pesama (VIDEO)
- BALKAN INFO: AKTUELNO: Kruševac Geto - U svetu šunda i kiča vraćamo humor iz naroda na velika vrata! (31.12.2019)